# Achul'go
Il Monte Achul'go (in russo Ахульго?; in avaro AkhΙulgokhl), alto 490 m di altitudine, è una montagna del Caucaso.
Il nome in lingua avara significa letteralmente "Montagna della Chiamata".

## Storia
Abitato in maniera non continua sin dall'antichità, sulla sua sommità vennero fondati due villaggi gemelli separati tra loro da una profonda insenatura.
Durante una delle fasi della guerra caucasica, nel biennio 1838-1839, la montagna e i due forti sviluppatisi nei due relativi villaggi posti alla sua sommità (denominati "vecchia" e "nuova Achul'go") furono il quartier generale dei guerriglieri di Imam Shamil.
I guerriglieri resistettero dal 13 giugno al 22 agosto 1839, guidati dallo stesso Shamil, agli attacchi dei russi al comando del generale Pavel Christoforovič Grabbe. Solo il 22 agosto, a seguito di un sanguinoso assalto, le truppe russe riuscirono a catturare il monte Achul'go, ma le battaglie nei villaggi che componevano la fortificazione andarono avanti per un'altra settimana. Il tenente Nikolaj Martjnov, il futuro assassino del poeta Michail Jur'evič Lermontov, prese parte a quest'operazione.